# NGC 4360
NGC 4360 est une vaste galaxie elliptique située dans la constellation de la Vierge. NGC 4360 a été découverte par l'astronome allemand William Herschel en 1789.

## Caractéristiques

### Distance
Sa vitesse par rapport au fond diffus cosmologique est de 7 357 ± 27 km/s, ce qui correspond à une distance de Hubble de 108,5 ± 7,6 Mpc (∼354 millions d'al).